# Monochlorsilan
Monochlorsilan ist ein hochentzündliches, korrosives und giftiges Gas, welches schwerer als Luft ist.

## Gewinnung
Monochlorsilan kann durch Chlorierung von Monosilan mit Chlorwasserstoff in Gegenwart von Aluminiumchlorid als Katalysator bei erhöhter Temperatur hergestellt werden. Neben Chlorsilan entsteht im Verhältnis 4:1 als Nebenprodukt Dichlorsilan.
{\displaystyle \mathrm {SiH_{4}+\ HCl\ {\xrightarrow[{AlCl_{3}}]{100\,{}^{\circ }C,30h}}\ SiH_{3}Cl\ +\ H_{2}} }
Auch die Herstellung aus Siliciumtetrachlorid und Lithiumborhydrid ist möglich.

## Eigenschaften
Monochlorsilan ist ein farbloses Gas, bei dessen Hydrolyse primär Silanol (Hydroxosilan) entsteht, das jedoch spontan zu Disiloxan kondensiert.

## Verwendung
Durch Reaktion mit n-Butyllithium (nBuLi) kann Butylsilan gewonnen werden.
{\displaystyle {\ce {SiH3Cl + {}^{n}BuLi -> {}^{n}BuSiH3 + LiCl}}}